# Pinotxo (anime de 1976)
Pinotxo (ピノキオより ピコリーノの冒険, Pinokio Yori Pikorīno no Bōken, lit. "De Pinotxo: Les aventures de Pinotxo") és una sèrie d'animació que es va emetre del 27 d'abril de 1976 al 31 de maig de 1977 a TV Asahi, constant de 52 episodis.
S'ha doblat en català per TV3, emetent-se per primer cop el 1986 a l'espai Fes Flash!.

## Sinopsi
Un ancià que es diu Gepetto decideix fer un ninot amb un roure, però un dia de cop i volta cobra vida. Sorprès per això, en Gepetto anomena al ninot 'Pinotxo'. En Gepetto l'hi dona roba i menjar i l'envia a l'escola, però de camí a l'escola amb l'ànec Gina, en Pinotxo és enganyat per una guineu bruta i un gat de carrer, i el venen a una casa de jocs. En Pinotxo, que és entremaliat però té bon cor, és rescatat per una fada i li promet que farà bones accions a partir d'aquell moment. Poc després, en Pinotxo emprèn el camí per tornar a casa la Gina i en Gepetto. En aquest viatge va coneixent diverses persones i viu coses divertides i tristes, fins que es retroba amb en Gepetto a dins l'estómac d'una balena. Quan en Pinotxo torna a casa, un matí descobreix que s'ha convertit en un nen humà i s'alegra davant de tothom.

## Producció
Va ser coproduïda per Asahi Broadcasting Corporation, Nippon Animation i Apollo Film, i dirigida per Endo Seiji de Araiguma Rasukaru i Hiroshi Saito de Les Aventures de Tom Sawyer i Bokujo no Shojo Katori. Aquest anime es va basar en una altra història de Pinotxo, Kashi no Ki Mokku, produïda per Tatsunoko Production l'any 1972, però aquest anime es diferencia per col·locar-hi un gran nombre de personatges animals.

## Versió cinematogràfica
Una versió ampliada de l'anime es va emetre al Festival Manga de Toei del 19 de desembre de 1976. No obstant això, només es va emetre en algunes zones del Japó i es desconeix quins episodis es van ensenyar al públic.